# حيوان بوغي
الحيوان البوغي (بالإنجليزية: Sporozoite)‏، في دورة حياة معقدات القمة، هي الخلية التي تصيب العائل بالعدوى.
على سبيل المثال، في الكائنات المتطفلة التي تسبب الملاريا (المتصورة)، الحيوانات البوغية هي الخلايا التي تنمو في الغدد اللعابية لحيواناتها الناقلة (أي البعوضيات) وتغادر هذه الكائن خلال عملية لدغ البعوض للعائل لتناول الدم، ثم تنتقل إلى الكبد لتنقسم، ثم تنفجر الخلايا المصابة بالعدوى لتطلق الأقسومات في مجرى الدم.
تتكون الحيوانات البوغية عن طريق التكاثر البوغي، وهو نوع من التكاثر الجنسي واللاجنسي عن طريق انقسام متكرر للأبواغ أو البويضات، وتمتاز بها الكثير من البوائغ.